# 樹洛干
樹洛干（じゅらくかん、392年? - 417年?）は、吐谷渾の王。

## 生涯
視羆と念氏のあいだの子として生まれた。父の視羆が死去したとき、樹洛干は9歳の幼年だったことから、叔父の烏紇提が後を嗣いだ。烏紇提は念氏を妻に迎え、念氏は国政を専断した。樹洛干は10歳で世子を自称し、16歳で烏紇提の後を嗣いだ。数千家を率いて莫何川に移り、大都督・車騎大将軍・大単于・吐谷渾王を自称した。周辺の諸部を服属させ、さらに戊寅可汗を号した。
411年、樹洛干は南涼を攻撃し、太子の禿髪虎台を破った。412年、西秦の乞伏乾帰は樹洛干の強盛を憎んで、2万騎を率いて吐谷渾を攻撃した。樹洛干は赤水で大敗して、乞伏乾帰に降った。樹洛干は乞伏乾帰により平狄将軍・赤水都護に任じられ、その弟の吐護真は捕虜将軍・層城都尉に任じられた。413年、西秦の乞伏熾磐が龍驤将軍の乞伏智達と平東将軍の王松寿を派遣して吐谷渾を攻撃した。樹洛干は澆河で敗れ、その将軍の呼那烏提を捕らえられた。417年、西秦の安東将軍の乞伏木弈干が7000騎を率いて吐谷渾を攻撃した。樹洛干は塞上で敗れ、弟の阿豺も堯扞川で敗れた。樹洛干は白蘭を保つばかりとなり、慙愧のうちに発病し死去した。弟の阿豺が後を嗣いだ。

## 子女
- 拾虔（世子）
- 拾寅
- 拾帰
- 拾皮

## 参考資料
- 『晋書』四夷伝
- 『宋書』鮮卑吐谷渾伝
- 『魏書』吐谷渾伝
- 『北史』四夷伝下